# Marián Ostrčil
Marián Ostrčil (Bratislava, 15 de octubre de 1980) es un deportista eslovaco que compitió en piragüismo en la modalidad de aguas tranquilas. Ganó dos medallas en el Campeonato Mundial de Piragüismo: plata en 2007 y bronce en 2010, y una medalla de bronce en el Campeonato Europeo de Piragüismo de 2010.

## Palmarés internacional
| Campeonato Mundial | Campeonato Mundial   | Campeonato Mundial | Campeonato Mundial |
| Año                | Lugar                | Medalla            | Competición        |
| ------------------ | -------------------- | ------------------ | ------------------ |
| 2007               | Duisburgo (Alemania) | Medalla de plata   | C1 1000 m          |
| 2010               | Poznań (Polonia)     | Medalla de bronce  | C1 5000 m          |
| Campeonato Europeo |                      |                    |                    |
| Año                | Lugar                | Medalla            | Competición        |
| 2010               | Corvera (España)     | Medalla de bronce  | C1 5000 m          |